# 石勝エクステリア
株式会社石勝エクステリア（いしかつエクステリア）は、東急グループの造園会社。

## 概要
西武造園・西武緑化管理・横浜緑地（以上西武グループ）、東急グリーンシステム（東急）、東武緑地（東武グループ）、京王グリーンサービス、京成バラ園芸・グリーンアンドアーツ（京成グループ）、京急緑地開発などと同様に、関東における鉄道系造園会社の一つである。創始者は涌井雅之である。
源流を辿ると全国で誦読された「石安工場と筆太に、小屋根に上げし看板が」（尋常小学國語読本）の青山石勝に繋がる。
関連会社に石勝グリーンメンテナンスがあり、東急グループ関連ゴルフ場に事務所を持つ。
造園・植栽工事とランドスケープ計画とデザインを手掛ける。他に、緑化材の開発なども行っており、天然植物である水ゴケを植生基盤に開発した壁面緑化工法「アースウォール」や樹脂製の網を植栽基盤に利用した壁面緑化技術開発、大径木移植の特許技術、パターゴルフのカップイン褒賞装置などを開発している。

## 主な実績
主には、東急ハーヴェスト、スキージャム勝山、東急軽井沢南ヶ丘別荘地、東急宮古島リゾート、あすみが丘東急分譲地などの東急関連のもののほか、三井不動産パークコート二子玉川（緑の都市賞）、グランドメゾン東戸塚（緑の都市賞）、ジョイント「日吉」、ラグナ・ガーデンホテル、沖縄サン・ビーチリゾートカヌチャゴルフコース、東京都庁前広場、多摩田園都市、全日空万座ビーチホテル、ハウステンボス、タカラレーベン・レーベンスクエア川口、などがある。